# Prichotilus
Prichotilus is een geslacht van vlinders in de familie van de vedermotten (Pterophoridae).
De typesoort van het geslacht is Trichoptilus bidens Meyrick, 1930

## Soorten
- Prichotilus bidens
- Prichotilus tara